# Erik Lodström
Erik Lodström, död 1779 i Halls socken på Gotland, var en svensk militär och målare.
Erik Lodström kom troligen till Gotland och Visby 1742 i samband med att artilleristyrkan på ön utökades och finns i rullan på ön samma år. De tidigare åren av hans liv är okända. Lodström tjänstgjorde som artillerist fram till 1752, då han i rullan antecknas som sjuk, vilket troligen ledde till att han fick avsked. Under tiden efter avskedet bodde han i Halls socken fram till sin död. Lodströms tidigaste kända arbete är måleri av bänkarna i Endre kyrka 1743-1744. Snarlika målerier utförde han 1749 för Halls kyrka. 1758 tillverkade och målade han en dörr och krans till predikstolen i Halls kyrka, och han har även målat en "gossebänk" i Bro kyrka och altarskranket i Väskinde kyrka. Hans sista kända arbete var då han 1778 utförde måleriarbeten i sakristian i Visby domkyrka. Troligen var Lodström även flitigt aktiv som möbelmålare. En kista som tillhört honom och hans hustru är dekorerad i den för Lodström typiska stilen. Några plankor från ett 1910 rivet hus på Sankt Hansgatan 35 i Visby är också dekorerat i den av Lodström typiska stilen. Lodström är den ende kände gotländske målaren som arbetat i bérainstil.